# Stade Constant Vanden Stock
Stade Constant Vanden Stock – stadion piłkarski, położony w Anderlechcie, Region Stołeczny Brukseli, Belgia. Swoje mecze na tym obiekcie rozgrywa zespół piłkarski RSC Anderlecht. Po licznych przebudowach w latach: 1935, 1953–1962 i 1983–1991, jego obecna pojemność wynosi 26 361 miejsc.
W 1917 roku został wybudowany stadion piłkarski Anderlechtu, położony na granicy z parkiem miejskim Parc du Meir (później Astrid park). Szybko też zdobył przydomek Stade Émile Versé.
Dopiero w 1983 roku rozpoczęto generalny remont stadionu, który był kierowany przez ówczesnego prezydenta klubu - Constanta Vandena Stocka. Pojemność stadionu wzrosła do obecnych 26 361 miejsc (1 583 miejsc należy do biznes klasy, 406 przygotowanych jest dla VIP-ów). Pozostawiono miejsca stojące na trybunach za bramkami.
Obecnie klub RSC Anderlecht planuje budowę nowego stadionu mogącego pomnieścić 40 000 widzów - Fortis Stadium.